# Верченко, Иван Яковлевич
Ива́н Я́ковлевич Ве́рченко (11 сентября 1907 — 15 ноября 1995) — советский математик, криптограф, педагог, доктор физико-математических наук (1949), член-корреспондент АПН СССР (1968). Начальник технического факультета Высшей школы КГБ (ныне — Институт криптографии, связи и информатики) в 1963—1972 годах.

## Биография
Родился в 1907 году в украинской семье в местечке Ивановке, центре Ивановской волости Славяносербского уезда Екатеринославской губернии (ныне — пгт Ивановка Луганской области). Отец — рабочий железной дороги.
В 1922 году окончил сельскую трудовую (семилетнюю) школу. В 1925 году, после школы ФЗУ динамитного завода, стал лаборантом химической лаборатории.
В конце 1925 года из-за аварии на заводе лишился правой руки, почти по локоть. Год лечился, стал инвалидом, заново учился писать.
В 1926—1928 годах, работая переписчиком на Мариупольском заводе им. Ильича, самостоятельно готовился к поступлению в МГУ.
В 1929 году поступил на физико-математический факультет МГУ. Здесь его способности замечает молодой профессор А. Н. Колмогоров, будущий академик. Под его руководством Верченко писал дипломную работу. По окончании университета поступил в аспирантуру Научно-исследовательского института математики при МГУ, где его научным руководителем также был Колмогоров. В соавторстве с Колмогоровым опубликовал в журнале «Доклады Академии наук СССР» (№ 3 и № 7 за 1934 год) две статьи о точках разрыва функций от двух переменных.
Окончив аспирантуру и защитив под руководством Колмогорова диссертацию, в 1937 году кандидат физико-математических наук Верченко был направлен в Ростовский-на-Дону государственный университет, где стал доцентом в 1938 году. Доцент Верченко читал лекции по математике студенту Александру Солженицыну, будущему писателю.
С началом войны эвакуирован в Баку. Там перешёл на работу в качестве инженера-конструктора в КБ Яковлева, где работал почти всю войну. В 1943 году вместе с КБ вернулся в Москву. С июня 1944 года преподавал высшую математику в Бронетанковой академии имени Сталина. Работая, продолжал заниматься наукой, в частности, теорией функций многих переменных. 29 сентября 1949 года в Математическом институте имени В. А. Стеклова защитил докторскую диссертацию.
В 1947 году Управление кадров ЦК ВКП(б) пригласило Верченко на работу в МГБ СССР. С июля он — старший оперуполномоченный в звании старшего лейтенанта, затем стал заместителем начальника 1 отделения 6 Управления МГБ СССР. Верченко исследовал вопросы разработки и криптоанализа машинных шифровальных систем.
21 января 1948 года МГБ создало в Марфино «Лабораторию № 8» (так называемая «Марфинская шарашка», позже — НИИ автоматики) для работ по созданию аппаратуры засекречивания телефонных переговоров.
С июля 1949 по январь 1950 года сюда был прикомандирован Верченко, руководителем созданной в 6-м Управлении группы из 29 человек для анализа и экспертизы шифраторов. Здесь же работал и заключённый Солженицын, позднее описавший Ивана Яковлевича в главе 10 романа «В круге первом» под именем Петра Трофимовича Веренёва.
В итоге работы была решена проблема создания стойкой аппаратуры для засекречивания телефонных переговоров на линиях ВЧ-связи, опытные образцы которой были приняты правительственной комиссией 29 июля 1950 года.
С августа 1950 года — заместитель начальника по научной работе НИИ-1.
Карьера сотрудника госбезопасности закончилась в апреле 1953 года по указанию Л. П. Берия, в присутствии которого, на совещании, Верченко стал спорить по вопросу существования абсолютно стойких шифров. Иван Яковлевич перешёл на преподавательскую работу.
С 1953 года — профессор, затем заведующий кафедрой математического анализа в Московском городском педагогическом институте имени В. П. Потёмкина. С 1960 года, после реорганизации вузов, — профессор кафедры математического анализа Московского государственного педагогического института имени В. И. Ленина.
С 5 июля 1962 года — начальник кафедры высшей математики технического факультета Высшей школы КГБ, одновременно с мая 1963 — начальник факультета. Обе должности занимал до января 1972 года.
С 1972 по 1986 год — заведующий кафедрой высшей математики в Московском институте электронного машиностроения, читал лекции по математическому анализу.
Периодически по совместительству читал лекции по математическому анализу на техническом факультете Высшей школы КГБ, в том числе и после 1986 года.
Умер в Москве 15 ноября 1995 года.
У Ивана Яковлевича было пятеро детей, в том числе один сын — приёмный.

## Награды, степени и звания
- 1937 — кандидат физико-математических наук.
- Сентябрь 1949 — доктор физико-математических наук, тема диссертации «Исследования по теории площади поверхностей».
- 1951 — профессор.
- Январь 1968 — член-корреспондент Академии педагогических наук СССР[1].
- 1971 — орден Трудового Красного Знамени — «За положительные результаты в работе по обеспечению госбезопасности и в связи с 50-летием специальной службы КГБ СССР»[1].

## Память
ИКСИ проводит олимпиады имени И. Я. Верченко:
- Межрегиональная олимпиада школьников им. И. Я. Верченко по математике и криптографии[5]
- Межрегиональная олимпиада школьников им. И. Я. Верченко по информатике и компьютерной безопасности[6]

## Публикации
- Верченко И. Я. Об ациклических континуумах, непрерывно отображаемых в себя без неподвижных точек. — В: Математический сборник // АН СССР. — М., 1940. — Т. 8 (50), № 2. — С. 295—306.
- Верченко И. Я. О поверхностной мере множеств. — В: Математический сборник // АН СССР. — М., 1942. — Т. 10 (52), № 1—2. — С. 11—32.
- Верченко И. Я. Исследования по теории площади поверхностей. — В: Успехи математических наук // АН СССР. — М., 1950. — Т. 5, № 2 (36). — С. 205—207. — Докторская диссертация.
- Памяти И. Я. Верченко // Математика в школе. — 1996. — № 1.